# 國立國際美術館

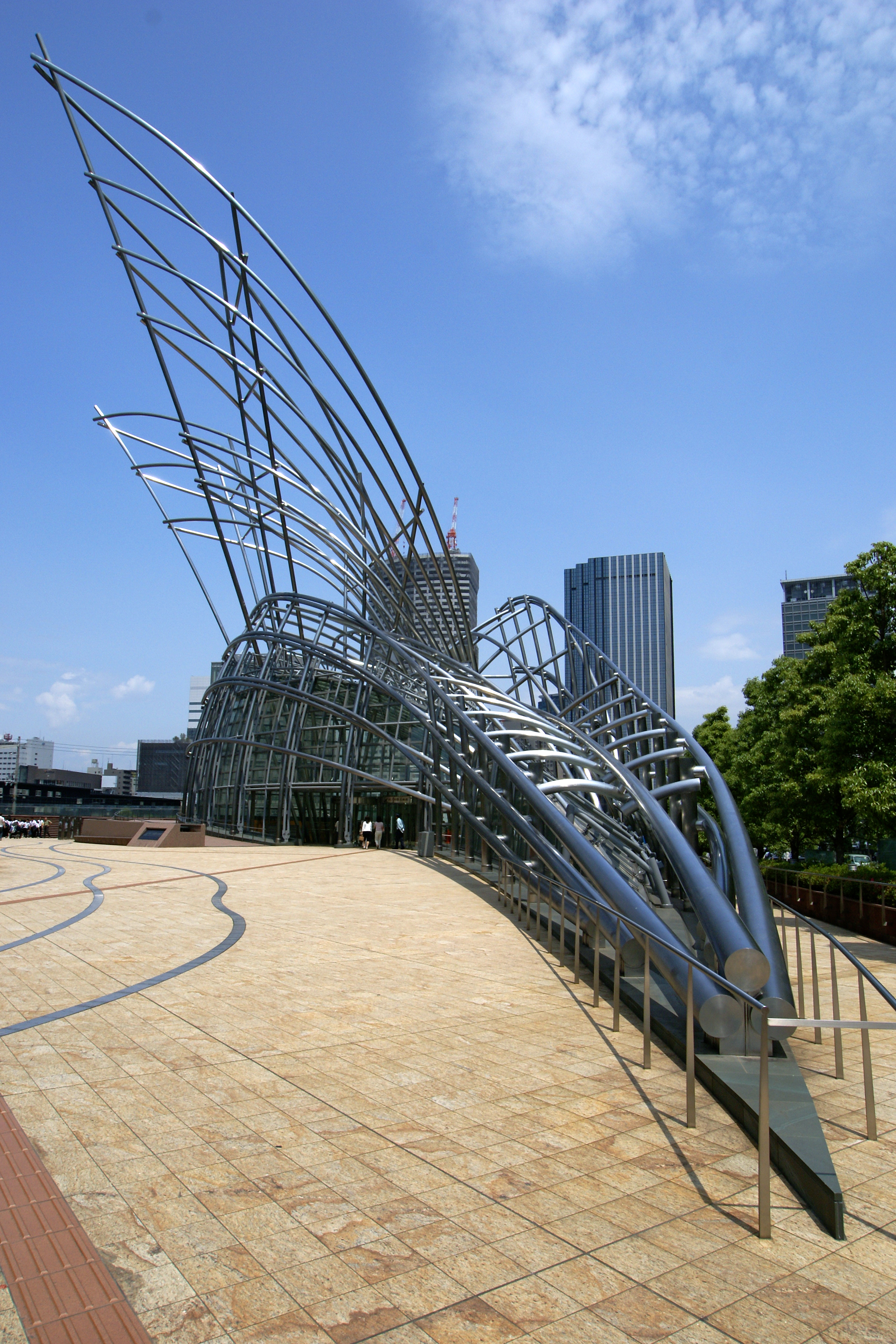
國立國際美術館

國立國際美術館（日语：／ Kokuritsu Kokusai Bijutsukan */?）是位於日本大阪市北區中之島，由獨立行政法人國立美術館管轄的一座美術館。收藏品主要是第二次世界大戰之後日本國內外的現代美術品，但有時也會舉辦現代美術之外的企劃展。

## 历史
國立國際美術館設立於1977年，當時位於大阪府吹田市的萬博紀念公園。舊館在世博會期間曾是展館。在2004年，由於舊館面積不敷使用，國立國際美術館搬遷至現址。設計者是西薩·佩里。2006年，國立國際美術館的全年入場人數達197萬人，是日本的國立博物館和美術館中最多的。

## 外部連結
- NMAO:国立国際美術館（页面存档备份，存于）